# Kärdla
Kärdla é a única cidade da ilha de Hiiumaa e capital da região de Hiiu. Com uma área de apenas 4,5 km² e pouco mais de 3700 habitantes, Kärdla é a cidade mais importante da ilha e é servida pelo aeroporto de Kärdla.

## História
Kärdla foi mencionada pela primeira vez em 1564 como uma vila habitada por suecos. Ela passou a crescer quando foi instalada uma fábrica têxtil foi instalada em 1830 e, o porto em 1849. Ambos foram destruídos durante a segunda guerra mundial. Antes disso em 1920, Kärdla se tornou um distrito e foi elevada à cidade em 1938.

## Geografia
Kärdla está localizada no nordeste da ilha de Hiiumaa, na costa, coberta pelo Golfo de Tareste. Ao sul da cidade, está a cratera de Kärdla, feita por um meteorito há 455 milhões de anos. A cidade também é conhecida pelos poços artesianos, presentes na região devido ao aqüífero presente na região, o que faz presente diversos rios.